# Reinhard Todt
Reinhard Todt (St. Pantaleon, 22 gennaio 1949 – Vienna, 20 gennaio 2025) è stato un politico austriaco.

## Biografia
Esponente del Partito Socialdemocratico d'Austria, dal 1990 rappresentò il Landtag di Vienna al Bundesrat, di cui fu presidente per due mandati (dal luglio al dicembre 2013 e dal gennaio al giugno 2018).